# Абу-Талуль
Абу-Талуль (ивр. אבו תלול‎, араб. أبو تلول‎) — бедуинская деревня в Южном округе Израиля. Подпадает под юрисдикцию регионального совета Неве-Мидбар.

## История
Основанный как непризнанная государством бедуинская деревня, «Абу-Талуль» стал официально утверждённым поселением с осуществлением плана правительства «Абу-Басма». Этот план состоял в том, чтобы найти подходящее решение для рассеянных бедуинских общин, живущих без официальных разрешений на всём Северном Негеве. 19 февраля 2006 года «Абу-Талуль» был официально признан государством и стал частью ныне несуществующего регионального совета Абу-Басма.
Когда 5 ноября 2012 года региональный совет Абу-Басма был демонтирован приказом Министерства внутренних дел Израиля, а вместо него были созданы два новых региональных совета, «Абу-Талуль» стал частью одного из них - регионального совета Неве-Мидбар. 

## Население
По данным Центрального статистического бюро Израиля, население на начало 2020 года составляло 2 023 человека.